# Apodektai
Apodektai (ἀποδέκται -"receptores", "recaudadores"- a veces castellanizado como apodecta) era la denominación de unos magistrados de la Antigua Grecia, específicamente de Atenas, donde fueron introducidos por las reformas de Clístenes para sustituir en sus funciones a los antiguos kolakretai (κωλακρέται). Eran diez en número, uno por cada phyle (tribu), y su cometido era recibir los impuestos ordinarios y distribuirlos entre las distintas ramas de la administración que se les encomendaban. Acordaban entre ellos quiénes debían incluirse en las listas de personas con obligaciones fiscales hacia la polis, registraban todas las entradas de dinero que se les pagaba, y borraban los nombres de los deudores que satisfacían su deuda. Tenían el poder de decidir las causas judiciales conectadas con la materia a su cargo; aunque si la causa era de mayor cuantía, estaban obligados a elevarlas a los tribunales ordinarios.